# Das Schwarze Einmaleins
Das Schwarze Einmaleins è il nono album in studio del gruppo musicale tedesco Saltatio Mortis, pubblicato nel 2013.
Tra le tracce spicca la primissima canzone a sfondo politico della band, Wachstum über alles, un'aspra critica contro le scelte socio-economiche dell'attuale governo tedesco.

## Tracce
1. Früher war alles besser – 3:57
2. Wachstum über alles – 3:41
3. Krieg kennt keine Sieger – 3:47
4. Der Kuss – 3:30
5. My Bonnie Mary – 3:23
6. Sandmann – 4:11
7. Satans Fall – 3:58
8. Idol – 4:24
9. IX – 4:13
10. Galgenballade – 4:10
11. Abrakadabra – 4:33
12. Nur ein Traum – 3:27
13. Randnotiz (feat. Emma Härdelin) – 2:47
14. Schloss Duwisib (Bonustrack) – 3:20

## Formazione
- Alea der Bescheidene - voce, cornamusa, ciaramella, arpa, Didgeridoo, bouzouki irlandese, chitarra
- Lasterbalk der Lästerliche - batteria, tamburi turchi, tamburi, timpani, percussioni, programmazione
- Till Promill - chitarra
- Jean Méchant der Tambour - batteria, percussioni
- Falk Irmenfried von Hasen-Mümmelstein - voce, cornamusa, ciaramella, ghironda
- Luzi Das-L - cornamusa, ciaramella, tromba marina, bouzouki
- El Silbador - cornamusa, ciaramella, uilleann pipes, low whistle, biniou
- Bruder Frank - basso elettrico, Chapman Stick